# 9854 Karlheinz
9854 Karlheinz è un asteroide della fascia principale. Scoperto nel 1991, presenta un'orbita caratterizzata da un semiasse maggiore pari a 2,6439866 au e da un'eccentricità di 0,1589908, inclinata di 4,52035° rispetto all'eclittica.
L'asteroide è dedicato all'astronomo amatoriale tedesco Karlheinz Müller.